# Vanuatu aux Jeux olympiques d'été de 2012
Le Vanuatu participe aux Jeux olympiques d'été de 2012 à Londres. Il s'agit de sa 7e participation aux Jeux olympiques d'été, auxquels le pays n'a jamais remporté de médaille.
Il y a cinq athlètes vanuatais à ces Jeux, dans trois disciplines sportives. Outre un judoka et deux pongistes qualifiés, le pays a été invité à inclure dans sa délégation deux coureurs sans qu'ils n'aient à atteindre les minima, en vertu du principe olympique d'universalité.

## Athlétisme
Janice Alatoa prend part à l'épreuve du 100 mètres dames, et Arnold Sorina à celle du 800 mètres hommes. 
Hommes
| Athlète       | Épreuve | Séries           | Séries | Demi-finales | Demi-finales | Finale       | Finale       |
| Athlète       | Épreuve | Résultat         | Rang   | Résultat     | Rang         | Résultat     | Rang         |
| ------------- | ------- | ---------------- | ------ | ------------ | ------------ | ------------ | ------------ |
| Arnold Sorina | 800 m   | 1 min 54 s 29 SB | 8      | Pas qualifié | Pas qualifié | Pas qualifié | Pas qualifié |

Femmes
| Athlète       | Épreuve | Séries   | Séries | Quarts de finale | Quarts de finale | Demi-finales  | Demi-finales  | Finale        | Finale        |
| Athlète       | Épreuve | Résultat | Rang   | Résultat         | Rang             | Résultat      | Rang          | Résultat      | Rang          |
| ------------- | ------- | -------- | ------ | ---------------- | ---------------- | ------------- | ------------- | ------------- | ------------- |
| Janice Alatoa | 100 m   | 13 s 60  | 6      | Pas qualifiée    | Pas qualifiée    | Pas qualifiée | Pas qualifiée | Pas qualifiée | Pas qualifiée |

## Judo
Nazario Fiakaifonu s'est qualifié dans la catégorie des plus de 100 kg hommes.
| Athlète            | Compétition           | 1/16 de finale             | 1/8 de finale       | Quarts de finale    | Demi-finales        | Repêchage 1         | Repêchage 2         | Finale              | Finale       |
| Athlète            | Compétition           | Adversaire Résultat        | Adversaire Résultat | Adversaire Résultat | Adversaire Résultat | Adversaire Résultat | Adversaire Résultat | Adversaire Résultat | Rang         |
| ------------------ | --------------------- | -------------------------- | ------------------- | ------------------- | ------------------- | ------------------- | ------------------- | ------------------- | ------------ |
| Nazario Fiakaifonu | Plus de 100 kg hommes | Paskevicius Perd 0000–0100 | Pas qualifié        | Pas qualifié        | Pas qualifié        | Pas qualifié        | Pas qualifié        | Pas qualifié        | Pas qualifié |

## Tennis de table
Yoshua Shing s'est qualifié le 8 mars lors des qualifications régionales hommes, tout comme Anolyn Lulu chez les dames,,.
Hommes
| Athlète      | Compétition | Tour préliminaire   | 1er tour            | 2e tour             | 3e tour             | 4e tour             | Quarts de finale    | Demi-finales        | Finale              | Finale       |
| Athlète      | Compétition | Adversaire Résultat | Adversaire Résultat | Adversaire Résultat | Adversaire Résultat | Adversaire Résultat | Adversaire Résultat | Adversaire Résultat | Adversaire Résultat | Rang         |
| ------------ | ----------- | ------------------- | ------------------- | ------------------- | ------------------- | ------------------- | ------------------- | ------------------- | ------------------- | ------------ |
| Yoshua Shing | Simple      | Pereira Perd 0–4    | Pas qualifié        | Pas qualifié        | Pas qualifié        | Pas qualifié        | Pas qualifié        | Pas qualifié        | Pas qualifié        | Pas qualifié |

Femmes
| Athlète     | Compétition | Tour préliminaire   | 1er tour            | 2e tour             | 3e tour             | 4e tour             | Quarts de finale    | Demi-finales        | Finale              | Finale        |
| Athlète     | Compétition | Adversaire Résultat | Adversaire Résultat | Adversaire Résultat | Adversaire Résultat | Adversaire Résultat | Adversaire Résultat | Adversaire Résultat | Adversaire Résultat | Rang          |
| ----------- | ----------- | ------------------- | ------------------- | ------------------- | ------------------- | ------------------- | ------------------- | ------------------- | ------------------- | ------------- |
| Anolyn Lulu | Simple      | Silva Perd 0–4      | Pas qualifiée       | Pas qualifiée       | Pas qualifiée       | Pas qualifiée       | Pas qualifiée       | Pas qualifiée       | Pas qualifiée       | Pas qualifiée |